# لوسيت سناني
لوسيت سناني (الاسم العلمي: Lecythis lanceolata) هو نوع من النباتات يتبع جنس اللوسيت من الفصيلة اللوسيتية. تم وصف هذا النوع من النبات علمياً لأول مرة من قبل عالم النبات الفرنسي جان لوي ماري بواريه سنة 1804. يتواجد هذا النوع فقط في البرازيل، حيث يعرف باسم سابوكايا-ميريم (بالإنجليزية: sapucaia-mirim)‏.